# Вкидання м'яча (футбол)
Правило 15 Правил гри у футбол регламентує процедуру відновлення гри після того як м'яч залишив поле через бокову лінію.

## Визначення
Вкидання м'яча є одним із способів відновлення гри. Гол, забитий безпосередньо після вкидання, не зараховується.
Вкидання призначається у випадку, коли м'яч повністю перетне бокову лінію поля, з місця, де м'яч перетнув лінію на користь команди-суперниці гравця, що останнім торкнувся м'яча.

## Процедура

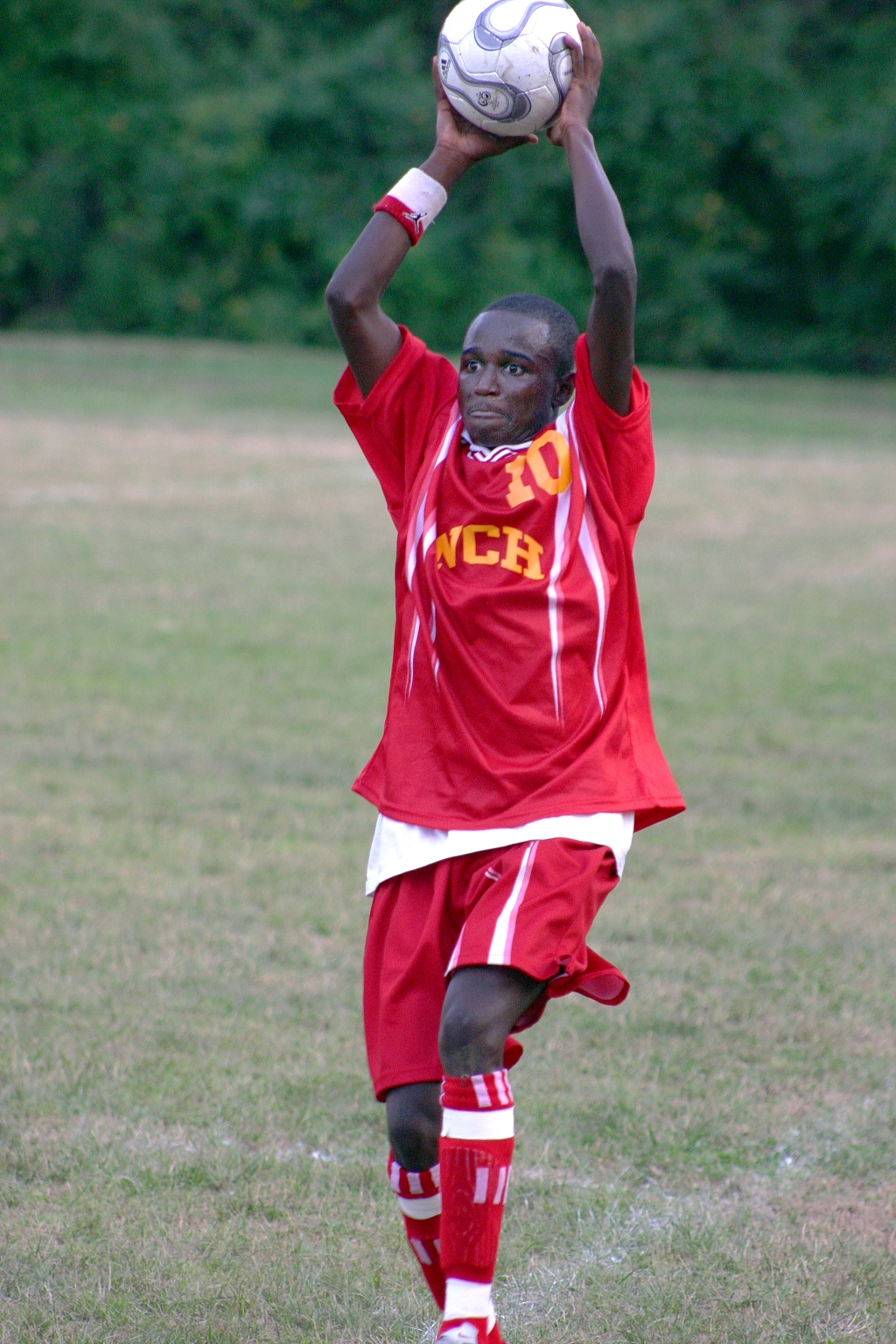
Гравець виконує вкидання під час гри

Гравець, що вкидає м'яч, знаходиться лицем до поля і кидає м'яч двома руками з-за голови, торкаючись при цьому частиною обох ступень або бічної лінії, або землі за межами бокової лінії. При цьому м'яч повинен перетнути бокову лінію в тій точці, в якій він покинув межі поля. Гравці протилежної команди в момент вкидання повинні знаходитися на відстані не менше 2 м від гравця, що кидає. Він не може чіпати м'яч раніше, ніж той торкнеться іншого гравця. М'яч вважається у грі коли він входить у межі поля.

## Порушення і покарання
Якщо гравець, що виконує вкидання повторно торкнеться м'яча (не руками) до того моменту як він (м'яч) не торкнеться будь-якого іншого гравця, то протилежна команда одержує право на виконання вільного удару з місця, де сталося торкання.
Якщо вкидаються повторно стосується м'яча руками:
- Якщо це воротар в межах свого штрафного майданчика, то протилежна команда одержує право на виконання вільного удару з місця, де сталося торкання;
- Якщо це польовий гравець, або воротар за межами своєї штрафної площі, то в залежності від місця порушення, протилежна команда одержує право на виконання штрафного або 11-ти метрового удару .

За всі інші порушення даного Правила, право на виконання вкидання переходить до протилежній команді.

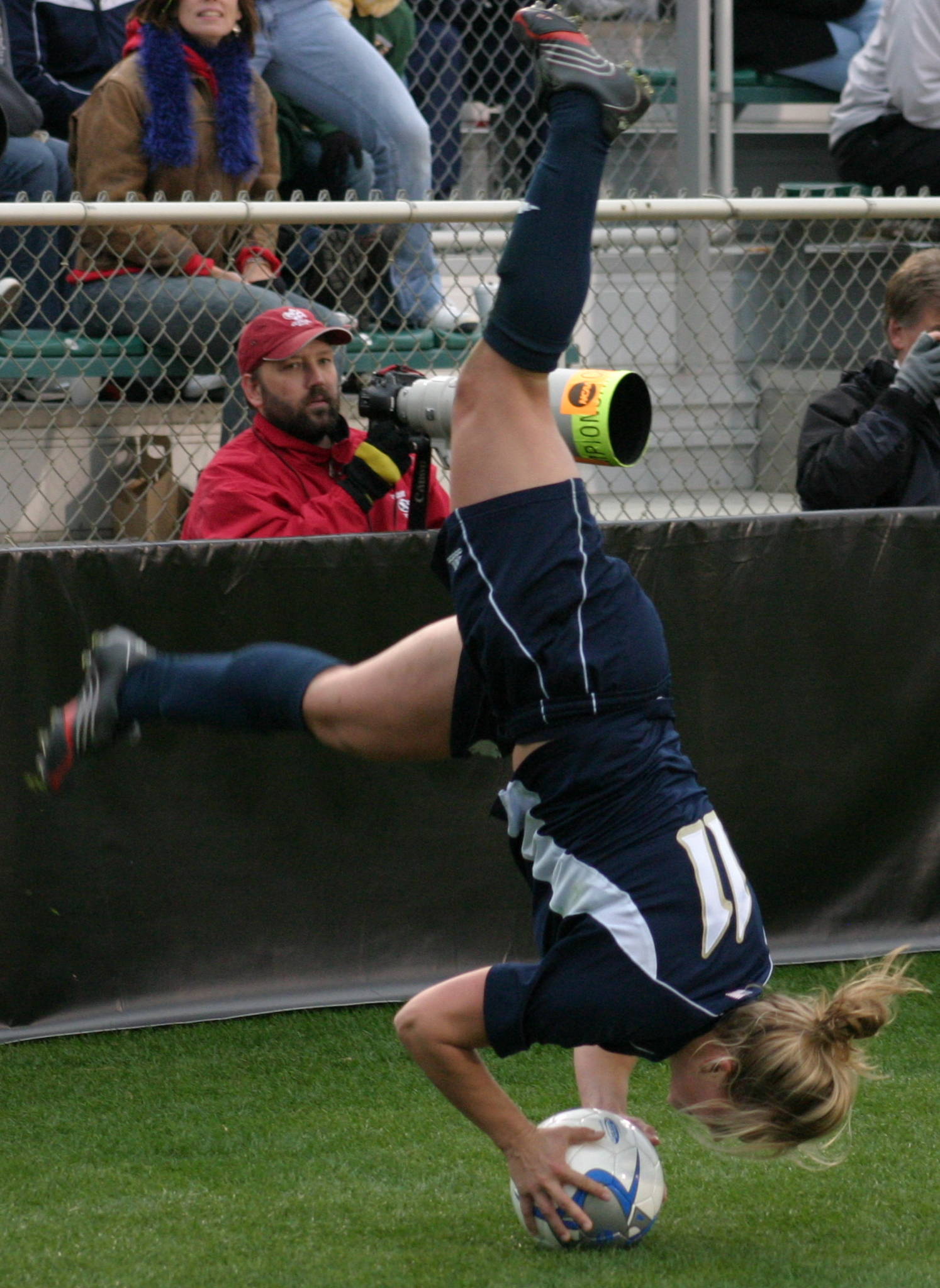
Вкидання з виконанням сальто

## Цікаві особливості
- Відстань до бокової лінії від гравця, що виконує вкидання м'яча, фактично не обмежується. Важливо лише, щоб гравець частиною обох ступнів торкався землі за межами бокової лінії, знаходився на одному рівні з полем (так, наприклад, не можна виконувати вкидання з трибуни або ж з будь-якого іншого підвищення), а м'яч увійшов у гру в тій точці, через яку він гру покинув.
- Якщо при виконанні вкидання гравець кидає м'яч уздовж бічної лінії і при цьому у нього не виходить вкинути м'яч у поле (така ситуація іноді зустрічається у футболі), це не вважається неправильним введенням м'яча в гру. Команда отримує право повторити вкидання, так як фактично воно не було зроблено.
- Останнім часом у футболі став популярним акробатичний прийом, коли м'яч з ауту вводиться з виконанням сальто вперед (відео [Архівовано 18 червня 2010 у Wayback Machine.]). Крім естетичного ефекту подібний прийом несе і раціональне зерно - кут вкидання збільшується і м'ячу надається додаткова швидкість, внаслідок чого він відлітає набагато далі, ніж звичайно.